# Оушен-Спрінгс (Міссісіпі)
Оушен-Спрінгс (англ. Ocean Springs) — місто (англ. city) в США, в окрузі Джексон штату Міссісіпі. Населення — 18 429 осіб (2020).

## Географія
Оушен-Спрінгс розташований за координатами 30°24′16″ пн. ш. 88°47′25″ зх. д. / 30.40444° пн. ш. 88.79028° зх. д. (30.404351, -88.790197).  За даними Бюро перепису населення США в 2010 році місто мало площу 39,32 км², з яких 29,85 км² — суходіл та 9,47 км² — водойми.

### Клімат
| Клімат : Оушен-Спрінгс  | Клімат : Оушен-Спрінгс | Клімат : Оушен-Спрінгс | Клімат : Оушен-Спрінгс | Клімат : Оушен-Спрінгс | Клімат : Оушен-Спрінгс | Клімат : Оушен-Спрінгс | Клімат : Оушен-Спрінгс | Клімат : Оушен-Спрінгс | Клімат : Оушен-Спрінгс | Клімат : Оушен-Спрінгс | Клімат : Оушен-Спрінгс | Клімат : Оушен-Спрінгс | Клімат : Оушен-Спрінгс |
| Показник                | Січ.                   | Лют.                   | Бер.                   | Квіт.                  | Трав.                  | Черв.                  | Лип.                   | Серп.                  | Вер.                   | Жовт.                  | Лист.                  | Груд.                  | Рік                    |
| Абсолютний максимум, °C | 27,2                   | 26,7                   | 32,2                   | 33,9                   | 36,1                   | 38,9                   | 37,8                   | 40,0                   | 36,7                   | 33,9                   | 30,6                   | 26,7                   | 40,0                   |
| Середній максимум, °C   | 15,6                   | 17,2                   | 20,6                   | 24,4                   | 28,3                   | 31,1                   | 31,7                   | 32,2                   | 30,0                   | 26,1                   | 20,6                   | 17,2                   | 24,6                   |
| Середній мінімум, °C    | 7,2                    | 8,3                    | 11,7                   | 16,1                   | 20,0                   | 23,3                   | 24,4                   | 23,9                   | 21,7                   | 16,1                   | 11,7                   | 8,3                    | 16,1                   |
| Абсолютний мінімум, °C  | −12,2                  | −10                    | −5,6                   | −1,1                   | 7,2                    | 12,8                   | 15,6                   | 16,1                   | 7,2                    | 0,0                    | −3,9                   | −12,8                  | −12,8                  |
| Норма опадів, мм        | 129                    | 138                    | 155                    | 114                    | 116                    | 180                    | 181                    | 158                    | 142                    | 97                     | 121                    | 121                    | 1652                   |
| ----------------------- | ---------------------- | ---------------------- | ---------------------- | ---------------------- | ---------------------- | ---------------------- | ---------------------- | ---------------------- | ---------------------- | ---------------------- | ---------------------- | ---------------------- | ---------------------- |
| Джерело:                |                        |                        |                        |                        |                        |                        |                        |                        |                        |                        |                        |                        |                        |

## Демографія
Згідно з переписом 2010 року, у місті мешкали 17 442 особи в 6984 домогосподарствах у складі 4714 родин. Густота населення становила 444 особи/км².  Було 7814 помешкання (199/км²).
Расовий склад населення:
| - 85,4 % — білих - 7,4 % — чорних або афроамериканців - 3,1 % — азіатів - 0,4 % — корінних американців - 0,1 % — вихідців з тихоокеанських островів - 1,3 % — осіб інших рас |

До двох чи більше рас належало 2,2 %. Частка іспаномовних становила 4,2 % від усіх жителів.
За віковим діапазоном населення розподілялося таким чином: 22,9 % — особи молодші 18 років, 60,6 % — особи у віці 18—64 років, 16,5 % — особи у віці 65 років та старші. Медіана віку мешканця становила 42,1 року. На 100 осіб жіночої статі у місті припадало 91,3 чоловіків;  на 100 жінок у віці від 18 років та старших — 90,8 чоловіків також старших 18 років.
Середній дохід на одне домашнє господарство  становив 81 560 доларів США (медіана — 53 495), а середній дохід на одну сім'ю — 103 584 долари (медіана — 75 839). Медіана доходів становила 53 758 доларів для чоловіків та 37 531 долар для жінок. За межею бідності перебувало 9,3 % осіб, у тому числі 11,6 % дітей у віці до 18 років та 5,7 % осіб у віці 65 років та старших.
Цивільне працевлаштоване населення становило 7672 особи. Основні галузі зайнятості: освіта, охорона здоров'я та соціальна допомога — 23,4 %, мистецтво, розваги та відпочинок — 21,1 %, виробництво — 10,1 %, публічна адміністрація — 9,7 %.